# Thorp T-211
O T-211 é um pequeno avião desenvolvido nos Estados Unidos por John Thorp em 1945. É um monoplano de asas abaixo do design convencional.

## Desenvolvimento
Thorp construiu oito protótipos, e teve o design certificado pela FAA, 

## Especificações (Típico T-211)

### Características gerais
- Cockpit: um piloto
- Capacidade: 1 passageiro
- Comprimento: 18 ft 2 in (5.49 m)
- Wingspan: 25 ft 0 in (7.62 m)
- Altura: 6  ft 1 in (1.92 m)
- Área de asas: 105 ft² (9.67 m²)
- Peso vazio: 750 lb (339 kg)
- Peso máximo carregado: 1,270 lb (575 kg)
- Capacidade de combustível: 21 gal usable (78 litros)
- Capacidade de bagagem: 40 lb (18 kg)
- Motores: 1x Continental O-200-A, 100 hp (75 kW) / Jabiru 3300, 120hp

### Performance
- Velocidade máxima: 120 mph (193 km/h)
- Alcance: 375 miles (764 km)
- Service ceiling: 12,500 ft (3,810 m)
- Rate of climb: 750 ft/min (229 m/min) for O-200 version and 1000 ft/min for J3300 version
- Wing loading: 12.1 lb/ft² (60 kg/m²)
- Power/Mass: 0.08 hp/lb (0.13 kW/kg)

## Aviões similares
- Grumman American AA-1